# Granträsket (Arvidsjaurs socken, Lappland, 726673-166508)
Granträsket är en sjö i Arvidsjaurs kommun i Lappland och ingår i Byskeälvens huvudavrinningsområde. Sjön har en area på 0,259 kvadratkilometer och ligger 361,7 meter över havet.

## Delavrinningsområde
Granträsket ingår i det delavrinningsområde (726725-166484) som SMHI kallar för Utloppet av Granträsket. Medelhöjden är 364 meter över havet och ytan är 1,48 kvadratkilometer. Räknas de 2 avrinningsområdena uppströms in blir den ackumulerade arean 45,16 kvadratkilometer. Vattendraget som avvattnar avrinningsområdet har biflödesordning 3, vilket innebär att vattnet flödar genom totalt 3 vattendrag innan det når havet efter 137 kilometer. Avrinningsområdet består mestadels av skog (59 procent) och sankmarker (21 procent). Avrinningsområdet har 0,26 kvadratkilometer vattenytor vilket ger det en sjöprocent på 17,4 procent.